# Cheiracanthium insulanum
Cheiracanthium insulanum är en spindelart som först beskrevs av Tord Tamerlan Teodor Thorell 1878.  Cheiracanthium insulanum ingår i släktet Cheiracanthium och familjen sporrspindlar. Inga underarter finns listade i Catalogue of Life.